# Внешняя политика Мадагаскара
Внешняя политика Мадагаскара — общий курс Мадагаскара в международных делах. Внешняя политика регулирует отношения Мадагаскара с другими государствами. Реализацией этой политики занимается министерство иностранных дел Мадагаскара.

## История
Тесные мадагаскарско-французские отношения стали краеугольным камнем внешней политики Мадагаскара в первые годы независимости, о чём свидетельствует подписание четырнадцати соглашений и конвенций с Францией. Соглашение об экономическом и финансовом сотрудничестве, подписанное в июне 1960 года, уточняет и регулирует статус Мадагаскара как члена зоны франка. Другие экономические соглашения обеспечивали неприкосновенность существующих экономических интересов Франции и, следовательно, сохраняли сильное влияние этой страны на экономику Мадагаскара. Роль мадагаскарцев в значительной степени ограничивалась влиянием лиц, принимающих решения в высших эшелонах власти, и вкладом на низовом уровне мелких фермеров, производящих продукты для собственного потребления или на экспорт. Другие сектора в целом оставались прерогативой французских торговых конгломератов, крупных земледельцев или китайских и индийских посредников.
В сфере безопасности оборонные соглашения подчеркнули готовность Франции обеспечить стратегическую защиту Мадагаскара. Франции был разрешён доступ к военным базам и объектам на Мадагаскаре. К ним относятся естественная гавань Анциранана на северной оконечности острова и аэродром Ивато возле Антананариву. Франция также пользовалась полной свободой передвижения в воздушном пространстве острова и прибрежных водах. В обмен на эти льготы Франция предоставила военную помощь, техническую помощь и обучение вооружённых сил Мадагаскара.
Французское влияние было столь же сильным в культурной сфере. Интеллектуальная элита страны была франкоговорящей, и многие выдающиеся мадагаскарцы учились во французских лицеях и получали дипломы французских университетов. Газеты и периодические издания, издаваемые на французском и малагасийском языках, распространялись в Антананариву и других крупных городах. Французский был языком обучения в высших учебных заведениях, и многие учителя были французами. Учебная программа средних и высших учебных заведений была построена по образцу французской.
Укрепление связей с Францией дополнялось желанием укрепить связи с другими западными странами, включая Великобританию, Италию, Швейцарию, Федеративную Республику Германия (Западная Германия) и, прежде всего, США. В октябре 1963 года президент Мадагаскара Филибер Циранана дал согласие на строительство станции спутникового слежения Национального управления по аэронавтике и исследованию космического пространства (НАСА) рядом со старым аэропортом за пределами столицы. В свою очередь, США инициировали программу оказания иностранной помощи, которая гарантировала частные инвестиции в экономику острова и предоставила ряд стипендий студентам из Мадагаскара. Мадагаскар также установил дипломатические связи с другими новыми странами, особенно с бывшими французскими колониями в Африке, и укрепил отношения с азиатскими странами, в первую очередь с Японией, Индией и Индонезией.
Значительный сдвиг во внешней политике Мадагаскара произошёл после падения Филибера Цирананы в 1972 году. В серии дипломатических шагов, которые три года спустя были приняты министром иностранных дел Дидье Рацираки как краеугольные камни Второй республики, а президент Габриэль Рамананцуа заявил о приверженности Мадагаскара Движению неприсоединения, антиимпериализму, антиколониализму и антирасизму в международных делах. В контексте привилегированных мадагаскарско-французских отношений эти темы вылились в жёсткую риторику о необходимости отмены «соглашений о рабстве» Филибера Цирананы с последующей безвозмездной национализацией всех французских банков и страховых компаний в июне 1975 года, что способствовало росту экономики и резкому похолоданию дипломатических отношений. Более того, в июне 1976 года ставший президентом Дидье Рацираки предъявил права на небольшие скалистые острова, контролируемые французами вокруг Мадагаскара, включая Глорьёз (на которые одновременно претендуют Коморские Острова), Хуан-де-Нова, Европа, Бассас-да-Индия и Тромлен (также на который претендует Маврикий). Первоначально находившиеся в ведении Французского Мадагаскара, эти владения были разделены незадолго до обретения независимости в 1960 году и включают в себя некоторые второстепенные военные объекты.
Дипломатические связи также испортились с другими западными державами, такими как Великобритания, которая закрыла своё посольство в 1975 году. В случае США непосредственной причиной обострения отношений стало решение Дидье Рацираки закрыть станцию слежения НАСА. Ещё одним источником разногласий были частые словесные оскорбления Дидье Рацираки в отношении военного присутствия США на острове Диего-Гарсия. Мадагаскарская позиция заключалась в том, что в соответствии с резолюцией ООН, принятой в 1971 году, Индийский океан должен быть демилитаризованной, безъядерной зоной мира. Тем не менее, торговые отношения остались практически неизменными, и дипломатические отношения продолжались, хотя и на более низком уровне поверенных в делах.
Самым драматическим событием стало укрепление связей с Восточной Европой и другими коммунистическими режимами. После установления дипломатических отношений с СССР в октябре 1972 года, а через месяц, с установлением связей с Китаем и Корейской Народно-Демократической Республикой (Северная Корея) — связи были усилены в экономической, культурной и военно-политической сферах. Советская помощь в целях развития была направлена в области сельского хозяйства, медицины, науки и техники, и стипендии были предоставлены как минимум 2000 мадагаскарским студентам для обучения в Советском Союзе. Этим связям способствовала новая мадагаскарско-советская межправительственная комиссия по экономическому и техническому сотрудничеству и торговле. Советский Союз был особенно заинтересован в укреплении связей в сфере безопасности с президентом Дидье Рацираком. Помимо предоставления военных советников и технических консультаций, Советский Союз стал основным источником военной техники для мадагаскарских вооружённых сил, включая обеспечение доступа к реактивным истребителям МиГ-21 и помощь в строительстве серии станций перехвата вдоль западного побережья Мадагаскара по обе стороны Мозамбикского пролива. В конечном итоге эти станции были ликвидированы в 1983 году после протестов стран Запада.
Отношения с другими коммунистическими странами развивались в самых разных областях. В то время как Куба оказывала техническую помощь в сфере образования, Китай финансировал строительство дорог между Мурамангой и Туамасиной и построил новый сахарный завод недалеко от Мурундавы. Дидье Рацираки был особенно впечатлён северокорейским лидером Ким Ир Сеном и его идеологией национальной самодостаточности, известной как чучхе, когда в 1976 году в Антананариву была проведена международная конференция по теме сельского хозяйства и ирригации. Однако наибольшую известность северокорейцы получили за их обучение сотрудников президентской службы безопасности Дидье Рацираки и строительство президентского бункера в Иавулухе.
Новые направления внешней политики одинаково ярко проявились во взаимоотношениях Мадагаскара с другими развивающимися странами и его позициях на различных международных форумах. После разрыва связей с Израилем и ЮАР президенты Рамананцуа и Рацирака укрепили связи с Ливией, Организацией освобождения Палестины и освободительными движениями на юге Африки и в Западной Сахаре. Мадагаскар также присоединился к Движению неприсоединения, стал более активным в Организации африканского единства (ОАЕ) и занял позиции в ООН, которые отдавали предпочтение коммунистическим государствам, включая воздержание при голосовании по резолюции, осуждающей вторжение Советского Союза в Афганистан в 1979 году, и поддержке вьетнамского вторжение в Камбоджу в 1978 году. Вместе со своими кубинскими и советскими союзниками Дидье Рацирака даже попытался положить конец растущей напряжённости между марксистской Эфиопией и марксистской Сомали незадолго до начала Огаденской войны в 1977-78 годах.
Несмотря на некоторые алармистские прогнозы о том, что коммунистические страны заменят Запад и превратят Мадагаскар в советский сателлит, изменения во внешней политике Мадагаскара представляли собой краткосрочный сдвиг, а не настоящий разрыв с прошлым. Дидье Рацирака мало что получил в виде экономической помощи от своих дружественных отношений с Советским Союзом и другими коммунистическими странами: помощь из этих источников составляла менее 1 % всей двусторонней помощи с 1977 по 1980 годы, и столкнулся с проблемой суровых реалий экономического спада. В результате все более прагматичный Дидье Рацирака стремился подтвердить и укрепить внешнеполитические отношения Мадагаскара со странами Запада. Действительно, отношения с Западом, казалось, были на подъёме в начале 1980-х годов, в то время как отношения с коммунистическими странами стали более или менее статичными — несмотря на схожесть взглядов по широкому кругу международных проблем, регулярно подтверждаемых представителями Мадагаскар и коммунистических стран. Как и в случае с другими самопровозглашёнными марксистскими режимами 1970-х и 1980-х годов, Дидье Рацирака поддерживал военно-политические связи с Советским Союзом, стремясь при этом и сохранить экономические связи с Западом.
Дипломатические инициативы Франции послужили логической отправной точкой для достижения баланса во внешнеполитических отношениях Мадагаскара. Ещё в 1977 году Дидье Рацирака предоставил гарантии относительно компенсаций французским фирмам, национализированным в середине 1970-х годов, чтобы способствовать увеличению официальных и частных инвестиций на Мадагаскаре. Франция отреагировала положительно, о чём свидетельствует колоссальный рост иностранной помощи с 38,4 млн долларов США в 1979 году до 96,4 млн долларов США в 1982 году. В начале 1980-х годов Франция оставалась самым важным внешнеполитическим партнёром Мадагаскара и была главный источником иностранной помощи и самым крупным торговым партнёром. Спор о французском контроле над соседними островами, хотя и неурегулированный, практически не повлиял на французско-мадагаскарские отношения, в основном потому, что Дидье Рацирака больше не обсуждал этот вопрос публично на международных форумах. Предложение с просьбой к Франции уступить острова было принято Генеральной Ассамблеей ООН 97 голосами против семи в 1979 году при 36 воздержавшихся.
Диверсификация связей, позволяющая избежать зависимости от какой-либо одной державы, стала ещё одним краеугольным камнем внешнеполитических инициатив Мадагаскара в 1980-х годах. Отношения с Вашингтоном были полностью восстановлены в ноябре 1980 года, когда посол США Фернандо Рондон вступил в должность впервые с тех пор, как его предшественник был отозван летом 1975 года. Приняв нового посла, Дидье Рацирака выразил надежду, что «плодотворное, лояльное, и продолжительное сотрудничество будет развиваться между двумя странами, и что не будет дальнейших недопониманий в результате расхождения во мнениях по международным вопросам». Другие важные события включали открытие посольства Великобритании в 1979 году, встреча Дидье Рацираки с президентом Рональдом Рейганом в Вашингтон в 1982 и 1983 годах, открытие офиса Всемирного банка в Антананариву в 1983 году и укрепление связей с другими промышленно развитыми странами, в первую очередь Японией.
Уровни иностранной помощи, предоставляемой Западом, демонстрируют успех дипломатических инициатив Дидье Рацираки. Двусторонняя помощь стран Запада составила всего 36,3 миллиона долларов США через год после прихода Дидье Рацираки к власти в 1975 году. Через четыре года после начала изменений во внешней политике, эта сумма увеличилась до 168,1 миллиона долларов США в 1982 году, до 217,6 миллиона долларов США в 1988 году и до 365,5 млн долларов США в 1991 году. Аналогичным образом, многосторонняя помощь западных финансовых институтов, таких как МВФ и Европейский союз, увеличилась с 34,1 млн долларов США в 1976 году до 80,6 млн долларов США в 1982 году, 108,9 млн долларов США в 1988 году и 191,4 млн долларов США в 1991 году.
Не менее важно, что политика Дидье Рацираки привела к диверсификации источников иностранной помощи Мадагаскару. Хотя в 1991 году Франция по-прежнему предоставляла приблизительно 43 % (157,0 млн долларов США) двусторонней внешней помощи Мадагаскару, в 1988 году она обеспечивала приблизительно 50 % (108,5 млн долларов США). Эта сумма значительно снизилась по сравнению с почти полной зависимостью в 1970 году, когда почти 90 % всей западной помощи предоставлялось Францией. Однако, произошло предоставление Францией 655,4 млн долларов США из общей суммы многосторонней помощи в размере 1334,5 млн долларов США, которую Мадагаскар получил в период с 1985 по 1990 год. Кроме того, Франция предоставила Мадагаскару ссуду для таких проектов, как телекоммуникации, транспорт и банковское дело, и простила 715 млн долларов США долга, которого правительство Мадагаскара задолжало Франции. В 1993 году Мадагаскар получил помощь от Франции на сумму около 167 миллионов долларов США по сравнению с примерно 152 миллионами долларов США помощи, полученной от Франции в 1992 году. В то время как США предоставили 71,0 миллиона долларов США в виде многосторонней помощи в 1991 году, Япония и Германия предоставили 56,8 миллиона долларов США и 30,3 миллиона долларов США соответственно.
Прямая помощь Соединённых Штатов в целях развития становилась все более важной для Мадагаскара и выросла с примерно 10 миллионов долларов США в 1990 году до 13,5 миллионов долларов США в 1991 году (28 миллионов долларов США были одобрены к передаче, но не могли быть использованы из-за забастовок и нестабильной политической и экономической ситуации), 40 миллионов долларов США в 1992 году и 40,6 миллиона долларов США в 1993 году. Из общей суммы 1993 года 20,4 миллиона долларов США были выделены на охрану окружающей среды и 10 миллионов долларов США — на частный секто.
Растущее партнёрство с Западом было закреплено драматическими изменениями в международной системе и внутриполитической системе Мадагаскара. Падение Берлинской стены в 1989 году ознаменовало начало процесса, который в конечном итоге привёл к падению коммунистических режимов и торговых партнёров в Восточной Европе, распада Советского Союза и усилению международной изоляции Северной Кореи и Кубы как стран-изгоев. Кроме того, эта международная тенденция способствовала росту народного давления в пользу многопартийной демократии на Мадагаскаре, что в конечном итоге привело к падению Второй республики Дидье Рацираки и её замене в 1993 году демократически вдохновлённой Третьей республикой под руководством Альберта Зафи.
Основой внешней политики Мадагаскара в эпоху после окончания холодной войны является продолжающаяся диверсификация связей с упором на содействие экономическим обменам. Помимо установления официальных дипломатических отношений с Республикой Корея (Южная Корея) в мае 1993 года, были начаты переговоры о восстановлении дипломатических связей с Израилем и ЮАР. В каждом из этих случаев дипломатические связи воспринимаются как предвестник прибыльных торговых соглашений. Например, через месяц после установления дипломатических отношений с Южной Кореей Мадагаскар принял южнокорейскую торговую миссию, в которую вошли представители шести крупных южнокорейских компаний: Daewoo, Dong Yong Electronics, Hyundai, Kolon, Peace Industries и Samsung. Как подчеркнул премьер-министр Франциск Равуни, одна из самых серьёзных проблем, стоящих перед Мадагаскаром, — это реструктуризация его посольств и внешней политики в соответствии с «целями экономического перераспределения» в эпоху после холодной войны. Особый интерес для Мадагаскара ввиду их близости и коммерческого потенциала представляют отношения и торговля с Индией, Маврикием, Австралией и ЮАР.
Выгоды, связанные с изменениями в международной среде, влияют на внутреннюю политическую систему Мадагаскара. Подобно другим недавно установленным африканским демократиям в начале 1990-х годов, президент Альберта Зафи столкнулся с проблемой консолидации хрупких демократических институтов управления в существенно изменившейся международной среде. Хотя западные наблюдатели отмечатли такие потенциальные выгоды, связанные с окончанием холодной войны, как возобновление ориентации на экономические, а не на военные инвестиции, лидеры африканских стран, включая Мадагаскар, справедливо задавались вопросом, будут ли их страны ещё более маргинализированы, как раньше. Богатые страны либо обращались на свой внутренний рынок, либо на более прибыльные экономические рынки в Азии и Латинской Америке. Не менее важно, что президент Альберт Зафи сталкивался с необходимостью уравновешивания растущих требований общества немедленно получить плоды демократизации с суровой реальностью политических ограничений демократической системы. В самом деле, демократизация не оказалась быстрой панацеей для решения таких проблем, как необходимость крупных вложений и приватизации в значительной степени инертных и раздутых государственных экономических предприятий, и даже привела к появлению новых проблем, в первую очередь требований федералистов о расширении региональных прав у автономий. Тем не менее, политическая элита Мадагаскара явно привержена продолжению реформ и укреплению многопартийной демократии, а также расширению роли страны как лидера как на региональных, так и на международных форумах.